# Wolfgang Mitterer

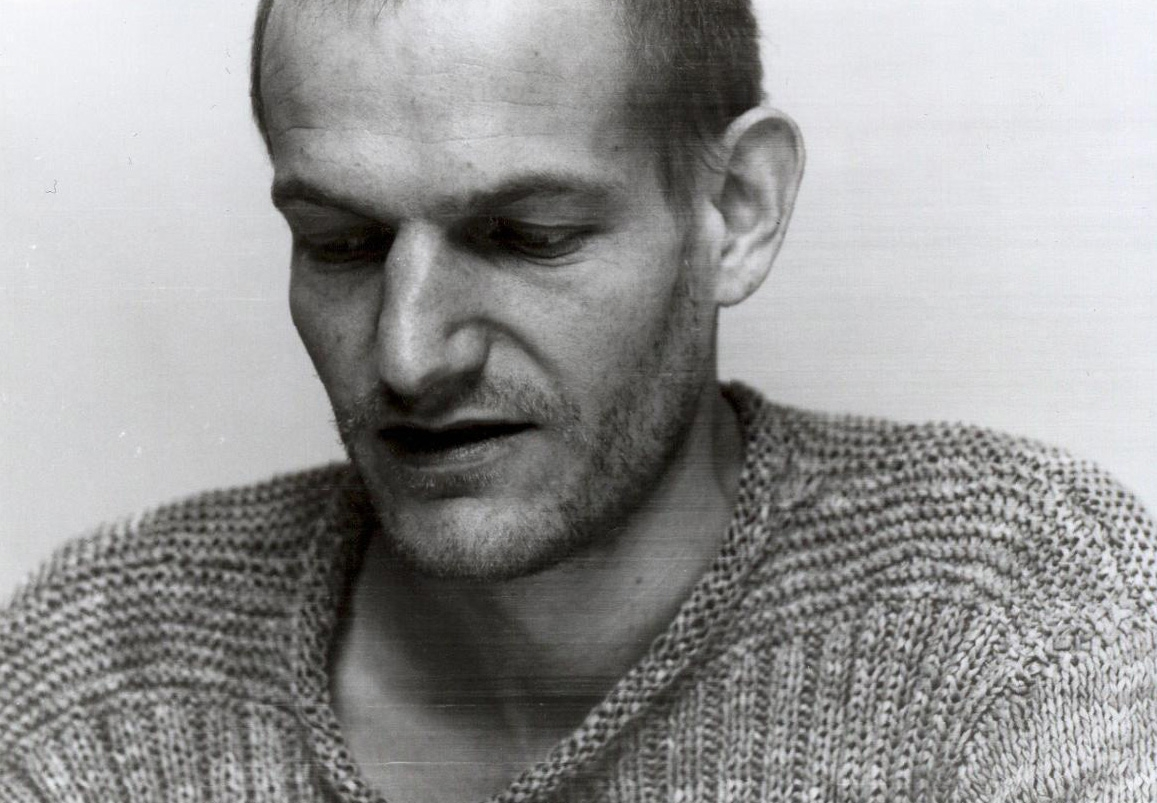
Wolfgang Mitterer

Wolfgang Mitterer (Linz, 1958) is een Oostenrijkse componist en muzikant. 

## Biografie

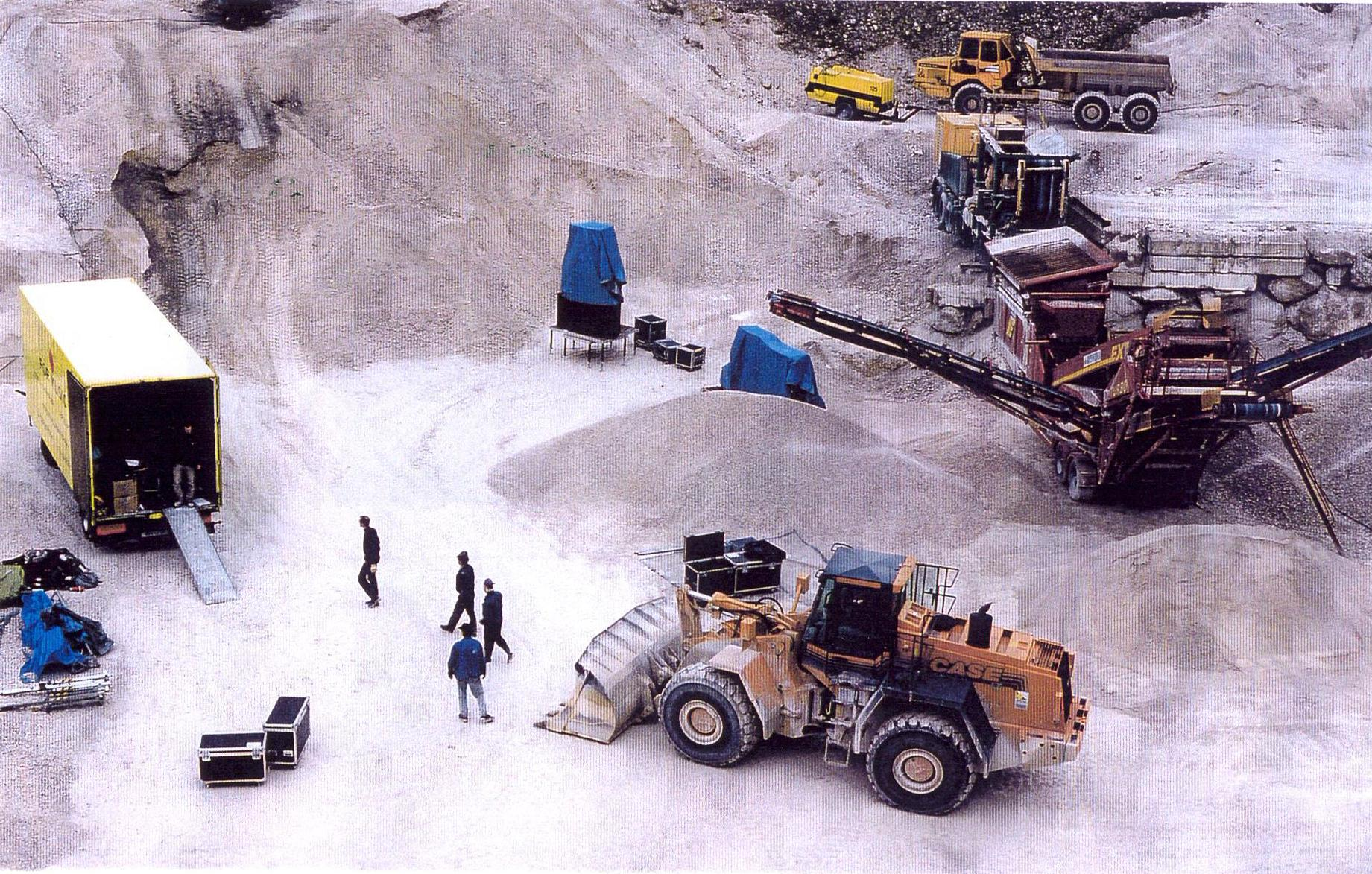
Vertical Silence

Hij studeerde orgel en compositie aan de Hogeschool voor Muziek en Theaterkunst in Wenen. Later volgde nog een studie elektronische muziek in Stockholm. Mitterer behoort tot de belangrijkste hedendaagse Oostenrijkse componisten op het gebied van elektro-akoestische muziek. Tegenwoordig werkt hij veel met andere kunstenaars samen, vaak met internationale improvisatie- en jazzmuzikanten, zoals: Wolfgang Puschnig, Wolfgang Reisinger, Linda Sharrock, Klaus Dickbauer, Sainkho Namtchylak, Tscho Theissing, Tom Cora, Ernst Reijseger, Hōzan Yamamoto, Roscoe Mitchell, Georg Breinschmid, David Liebman, David Moss, Max Nagl, Achim Tang, Patrick Pulsinger, Christof Kurzmann, Christian Fennesz, Marc Ducret, Franz Koglmann, Louis Sclavis, Harry Pepl en anderen.
Mitterer treedt bovendien als organist op, waar er naast zijn eigen werken, ook andere van Bach, Messiaen en Ligeti interpreteert. Hij speelde in bijvoorbeeld een steengroeve en in een afgedankte vestingbouw in Tirol. Hij trad ook op bij de Donaueschinger Musiktage, de steirischer herbst en de Darmstädter Ferienkurse.
Wolfgang Mitterer schrijft naast klankinstallaties en talrijke elektronische collages ook kamermuziek, toneelmatige werken, opera's, een pianoconcert en muziek voor orkesten en orgels. Daarenboven werkt hij aan films, hoorspellen en toneelstukken.
Wolfgang Mitterer was docent aan de Weense muziekuniversiteit en de Darmstädter Ferienkurse voor klassieke muziek uit de 20e eeuw. Hij is bovendien lid van de raad van commissarissen van de austro mechana.